# Шальтямское сельское поселение
Шальтямское се́льское поселе́ние — муниципальное образование в Канашском районе Чувашии Российской Федерации.
Административный центр — деревня Новые Шальтямы.

## История
Статус и границы сельского поселения установлены Законом Чувашской Республики от 24 ноября 2004 года № 37 «Об установлении границ муниципальных образований Чувашской Республики и наделении их статусом городского, сельского поселения, муниципального района и городского округа»

## Население
| 2010  | 2012  | 2013  | 2014  | 2015  | 2016  | 2017  |
| ----- | ----- | ----- | ----- | ----- | ----- | ----- |
| 1216  | ↘1196 | ↘1159 | ↘1123 | ↘1108 | ↘1101 | ↘1095 |
| 2018  | 2019  | 2020  | 2021  |       |       |       |
| ↘1083 | ↘1060 | ↘1049 | ↘1021 |       |       |       |

## Состав сельского поселения
| № | Населённый пункт | Тип населённого пункта          | Население |
| - | ---------------- | ------------------------------- | --------- |
| 1 | Воронцовка       | деревня                         | →53       |
| 2 | Кашкар-Сирмы     | деревня                         | →77       |
| 3 | Маяк             | деревня                         | →276      |
| 4 | Новые Шальтямы   | деревня, административный центр | →516      |
| 5 | Старые Шальтямы  | деревня                         | →294      |